# Cissus ambongensis
Cissus ambongensis är en vinväxtart som beskrevs av Descoings. Cissus ambongensis ingår i släktet Cissus och familjen vinväxter. Inga underarter finns listade i Catalogue of Life.